# Kościół Trójcy Przenajświętszej w Rudce
Kościół Trójcy Przenajświętszej w Rudce – rzymskokatolicki kościół parafialny znajdujący się w dawnym mieście, obecnie wsi Rudka, w województwie podlaskim. Należy do dekanatu Brańsk diecezji drohiczyńskiej.

## Historia
Obecna świątynia murowana została ufundowana przez Franciszka Maksymiliana Ossolińskiego, chorążego i starostę drohickiego, który zamieszkał na stałe we Francji i podzielił majątek. Budowa została zrealizowana w latach 1753-1759 przez jego syna Józefa Jana Kantego Ossolińskiego, chorążego nadwornego koronnego, wojewodę wołyńskiego Budowa była prowadzona przez majstrów sztuki murarskiej z Warszawy, pod kierownictwem ówczesnego proboszcza księdza Michała Kokoszki. Budowla została poświęcona podczas wizytacji biskupiej w 1761 roku. W latach 1928–1930, dzięki pieniężnemu wsparciu Franciszka Salezego hrabiego Potockiego, został przeprowadzony gruntowny remont ścian świątyni, pod kierownictwem księdza Franciszka Ksawerego Bobrowskiego, ówczesnego proboszcza oraz konserwatora doktora Z. Rokowskiego. W 1993 roku została wymieniona drewniana konstrukcja mniejszej wieży świątyni i została ona pokryta blachą miedzianą, pod kierownictwem księdza Zygmunta Niewiarowskiego, ówczesnego proboszcza.